# Acestrocephalus boehlkei
Acestrocephalus boehlkei é uma espécie de peixe sul-americano de água doce.